# Lebakwangi (Lebakwangi)
Lebakwangi is een bestuurslaag in het regentschap Kuningan van de provincie West-Java, Indonesië. Lebakwangi telt 4543 inwoners (volkstelling 2010).